# Vandreblok
En vandreblok (også kaldet en erratisk blok; fra latin erratus: på afveje, dvs. geologisk fejlplaceret) er en (ofte meget stor) sten af en bjergartstype, der kun findes som faststående fjeld langt fra stenens placering, ofte flere hundrede km. Vandreblokke er blevet ført med af indlandsisen (under istiden) og efterladt da isen smeltede (det der ofte, noget fejlagtigt, benævnes "da den trak sig tilbage"). Hvis stenens oprindelse kan stedfæstes, kan den afsløre, hvilke egne isen har passeret undervejs.
Verdens største vandreblok, Okotoks-vandreblokken, ligger i provinsen Alberta i Canada. Den vejer 15.000 tons og har målene 9*41*18 meter. Danmarks største vandreblok er Hesselagerstenen i nærheden af Nyborg på Fyn.

## Billedgalleri
- Janum Kjøt i Nordjylland
- Vandreblok ved Blandow på øen Rügen
- Vandreblok på Waterville Plateau i Douglas County, Washington
- Vandreblok i Kloster Lehnin